# Microtatorchis collina
Microtatorchis collina är en orkidéart som beskrevs av Rudolf Schlechter. Microtatorchis collina ingår i släktet Microtatorchis och familjen orkidéer. Inga underarter finns listade i Catalogue of Life.